# カラート・ベニ・アッベス (揚陸艦)
カラート・ベニ・アッベス（英語: Kalaat Beni-Abbes）は、アルジェリア海軍の強襲揚陸艦。艦番号は474。

## 設計
イタリア海軍のドック型輸送揚陸艦「サン・ジュスト」を発展させた設計であり、本艦の設計を基にした艦としてカタール海軍のドック型輸送揚陸艦「アル・フルク」がある。サン・ジュストと比較すると、頂部にレーダーを装備した塔型の構造物をアイランド上方に設置したため、外観には差異がある。
最大の特徴は船体後部のウェルドックであり、搭載する20メートル級揚陸艇（LCM）を即座に発進させることができるほか、任務によってはLCMではなく車両を搭載することも可能。さらに、左舷甲板にもLCVPを搭載しダビットで発進・揚収する。
航空機運用能力としては、中型ヘリコプターを5機搭載することができる。ただし、2020年時点では固有の搭載機はなく、海軍航空隊からAW101捜索救難ヘリコプターが派遣される形をとっている。
補給機能や病院機能も有しており、多目的艦として使用できる。

## 兵装
砲熕兵装としてオート・メラーラ スーパーラピッド 62口径76mm速射砲1基と、25mm機関砲2基を装備している。ミサイル兵装としては、アスター15短SAM用にシルヴァーVLSを装備しているが、8セル1基とする資料と2基とする資料がある。

## 艦歴
2011年にイタリアにあるフィンカンティエリ社のムッジャーノ造船所で起工され、2014年1月14日に進水、同年9月24日に竣工した。